# Ghanima Atreides
Ghanima Atreides is een personage in de roman Kinderen van Duin van Frank Herbert. Zij en haar tweelingbroer Leto II zijn de kinderen van Paul 'Muad'Dib' Atreides en zijn Vrijmans-concubine Chani. Beiden zijn vóór de geboorte tot volledig bewustzijn ontwaakt en dragen alle herinneringen aan hun voorouders met zich mee. Ghanima is nominaal getrouwd met haar (onvruchtbare) broer Leto. De vader van haar kinderen is Harq al-Ada alias Farad'n Corrino, die daarmee de stamvader wordt van alle latere Atreides.

## In bewerkingen
In de miniserie Children of Dune uit 2003 werd het personage gespeeld door Jessica Brooks.